# Municipio de Arvilla
El municipio de Arvilla (en inglés: Arvilla Township) es un municipio ubicado en el condado de Grand Forks en el estado estadounidense de Dakota del Norte. En el año 2010 tenía una población de 338 habitantes y una densidad poblacional de 3,64 personas por km².

## Geografía
El municipio de Arvilla se encuentra ubicado en las coordenadas 47°53′21″N 97°33′32″O / 47.88917, -97.55889. Según la Oficina del Censo de los Estados Unidos, el municipio tiene una superficie total de 92.84 km², de la cual 92,84 km² corresponden a tierra firme y (0 %) 0 km² es agua.

## Demografía
Según el censo de 2010, había 338 personas residiendo en el municipio de Arvilla. La densidad de población era de 3,64 hab./km². De los 338 habitantes, el municipio de Arvilla estaba compuesto por el 94,67 % blancos, el 0,89 % eran amerindios, el 0,3 % eran de otras razas y el 4,14 % eran de una mezcla de razas. Del total de la población el 1,48 % eran hispanos o latinos de cualquier raza.